# Kvarter (längdmått)
Kvarter är ett längdmått i det måttsystem som användes i Sverige under åren 1665–1855. Systemet utgick ifrån alnen (59,4 cm), och en kvarter var 1/4 aln = 6 tum (verktum) = 14,85 cm.  